# Eretria (gmina)
Eretria (gr. Δήμος Ερέτριας, Dimos Eretrias) – gmina w Grecji, w administracji zdecentralizowanej Tesalia-Grecja Środkowa, w regionie Grecja Środkowa, w jednostce regionalnej Eubea. W 2011 roku liczyła 13 053 mieszkańców. Powstała 1 stycznia 2011 roku w wyniku połączenia dotychczasowych gmin Eretria i Amarintos. Siedzibą gminy jest Eretria.